# ラクチュシン
ラクチュシン（Lactucin、ラクツシン）は、白色結晶性固体を形成する苦味物質であり、セスキテルペンラクトン類に分類される。レタスの一部の品種に含まれ、ラクツカリウムの原料の1つとされる。ラクチュシンは睡眠、鎮痛や鎮静作用を示すことが明らかにされている。また、抗マラリア作用を示す。ラクチュシンはたんぽぽコーヒーにも含まれる。
ラクチュシンはアデノシン受容体のアゴニストとして働く。